# ヴィルヘルム・フォン・カウルバッハ
ヴィルヘルム・フォン・カウルバッハ（Wilhelm von Kaulbach、1805年10月15日 - 1874年4月7日）はドイツの画家。

## 略歴
ヘッセン州のバート・アーロルゼンで生まれた。父親は金細工師である。1821年にデュッセルドルフ美術アカデミーに入学し、ペーター・フォン・コルネリウスに学んだ。1826年からミュンヘンに移り、ミュンヘン美術院で修行を続けた。1835年からイタリアに6年間、滞在し、多くの人物画を描くようになった。1847年からミュンヘン美術院の校長となり、ベルリン新博物館の大壁画を描いた。1850年代にはミュンヘンの美術館、ノイエ・ピナコテークの外壁に壁画を描いたが、これは残っていない。
多くの王族や、芸術家の肖像画を残し、文学作品に題材をとった絵画も残した。
1855年の夏（1856年とも）に、ヴィトゲンシュタイン伯爵夫人から彼の壁画「フン族の戦い」の複製画を寄贈されたリストは、複製画を見て感銘を受け、これを交響詩として表現しようと思い立ったことが作曲の動機となり、フン族の戦いを完成させた。
ミュンヘン美術院でカウルバッハに学んだ学生にはグスタフ・アドルフ・ゴルトベルク(Gustav Adolf Goldberg: 1848-1911)やジャック・アルフレード・ヴァン・ミュイデン(Jacques Alfred van Muyden: 1818-1898)がいる。
息子のヘルマン・フォン・カウルバッハも画家となった。いとこのフリードリヒ・カウルバッハも画家である。

## 作品

### 歴史画・宗教画

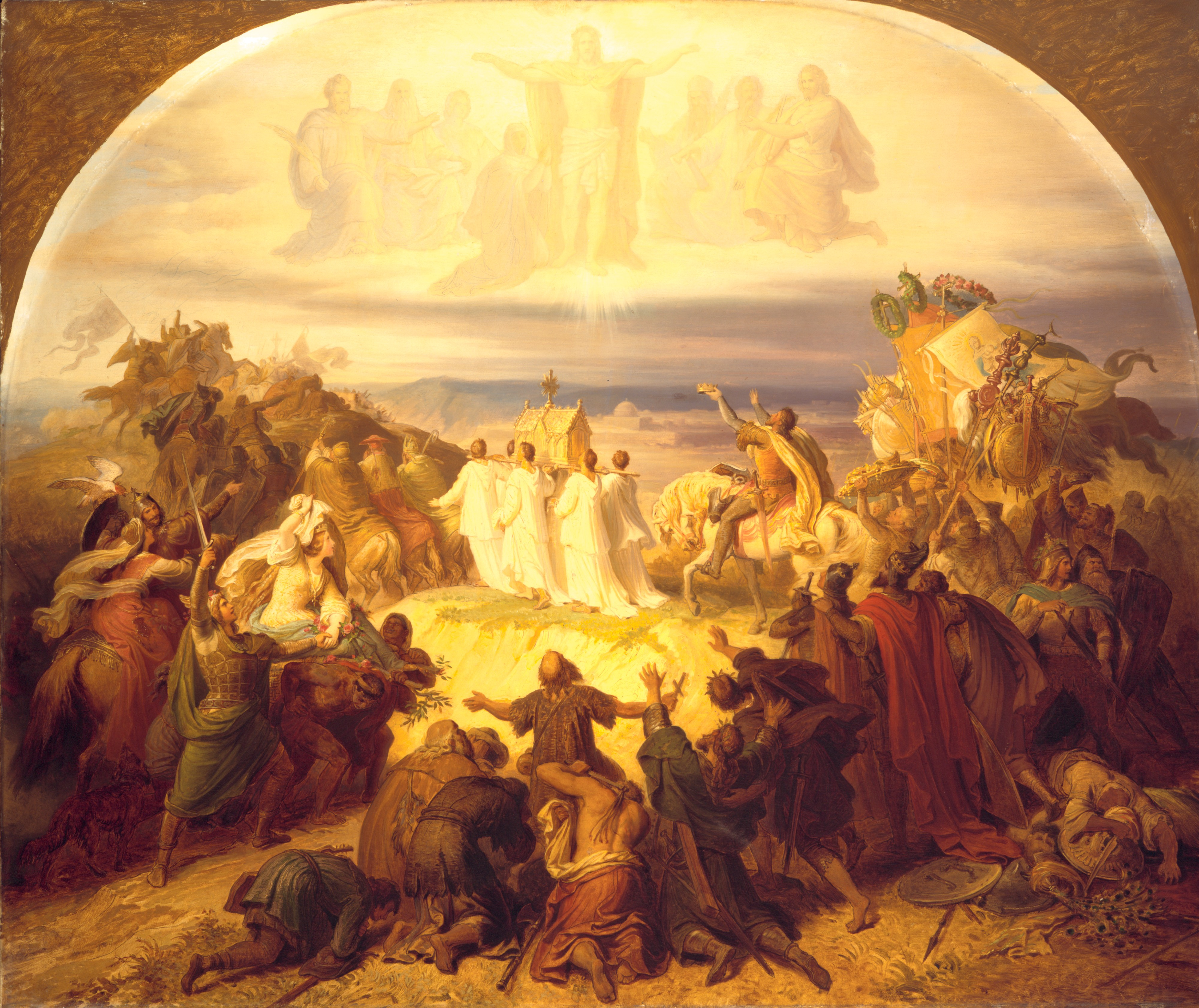
「エルサレムの十字軍」
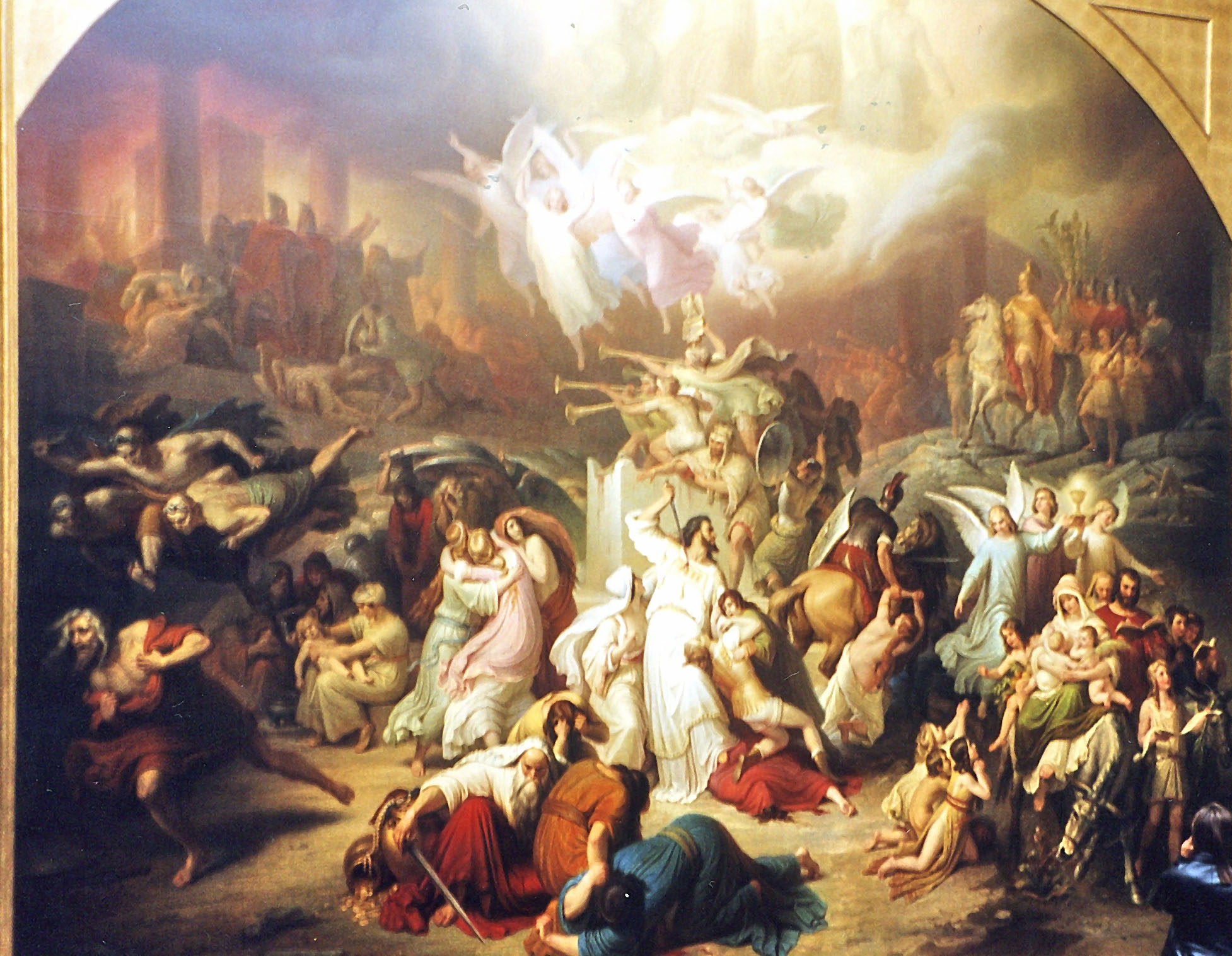
「ティトゥスのエルサレム攻略」
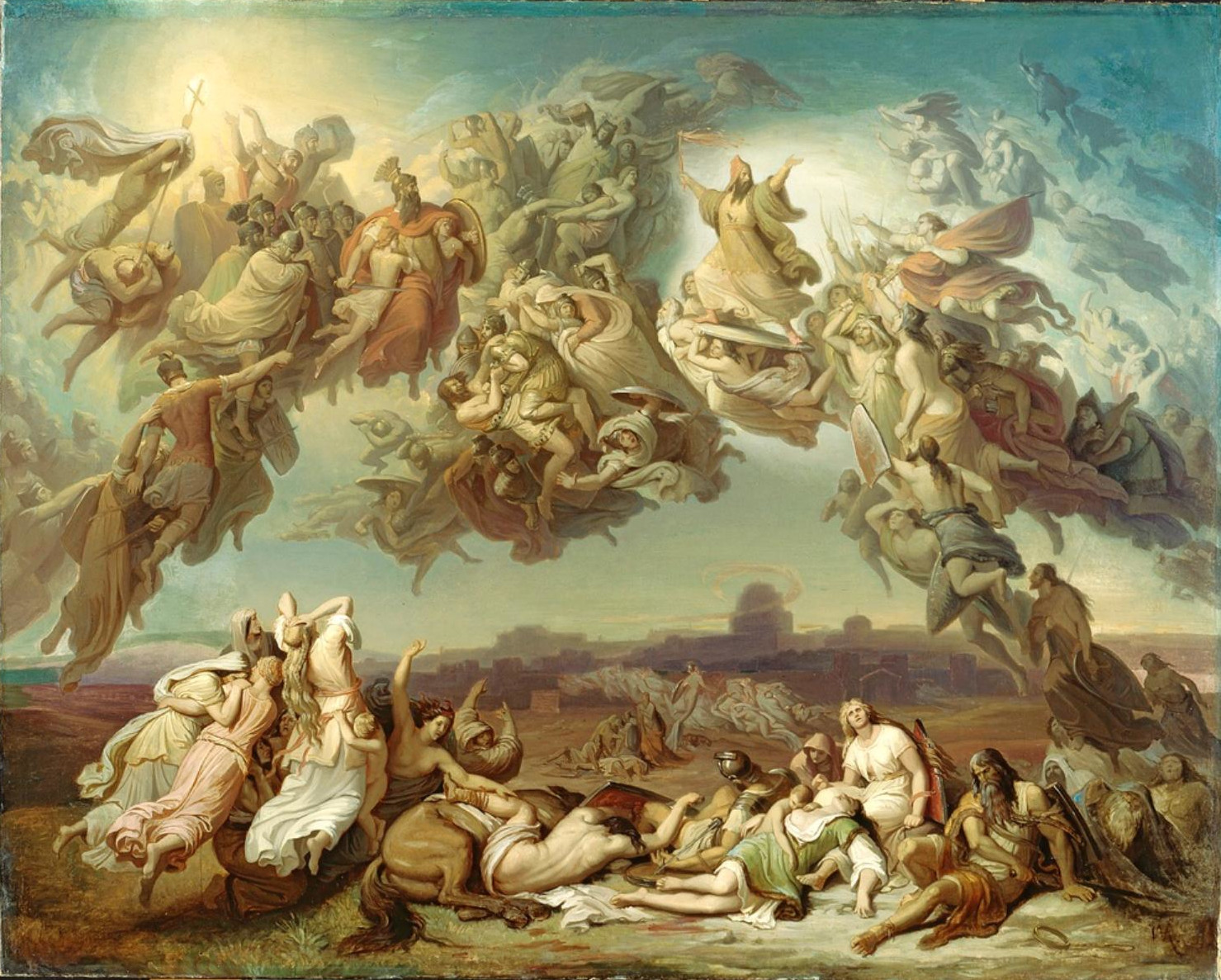
「フン族の戦い」(1850年頃)

### 人物画

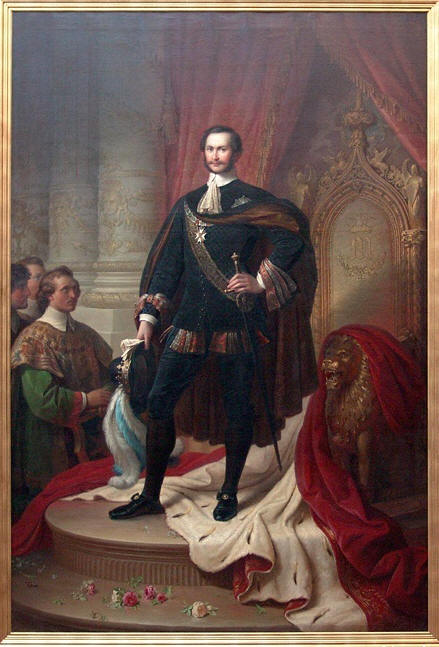
マクシミリアン2世
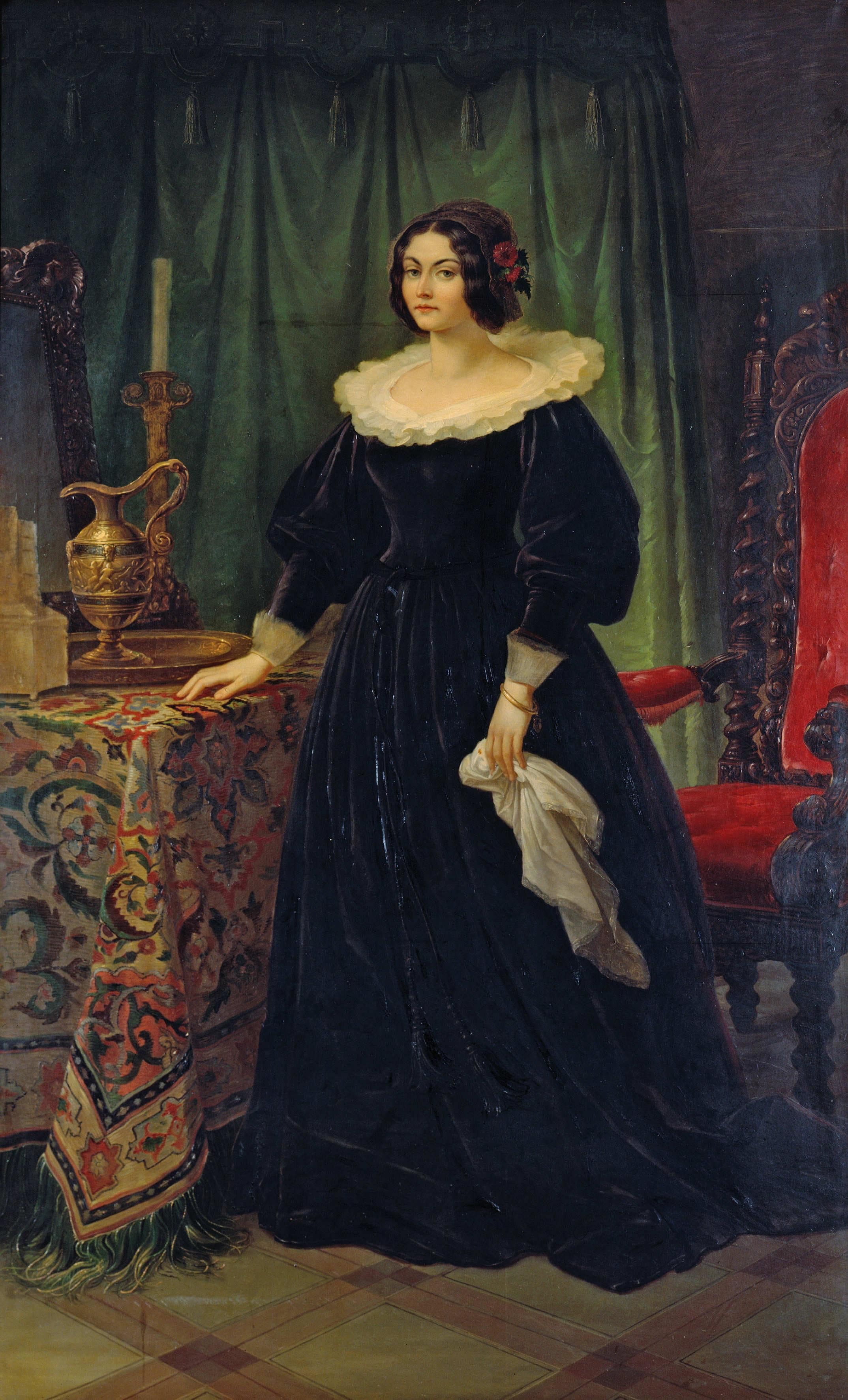
ローラ・モンテス
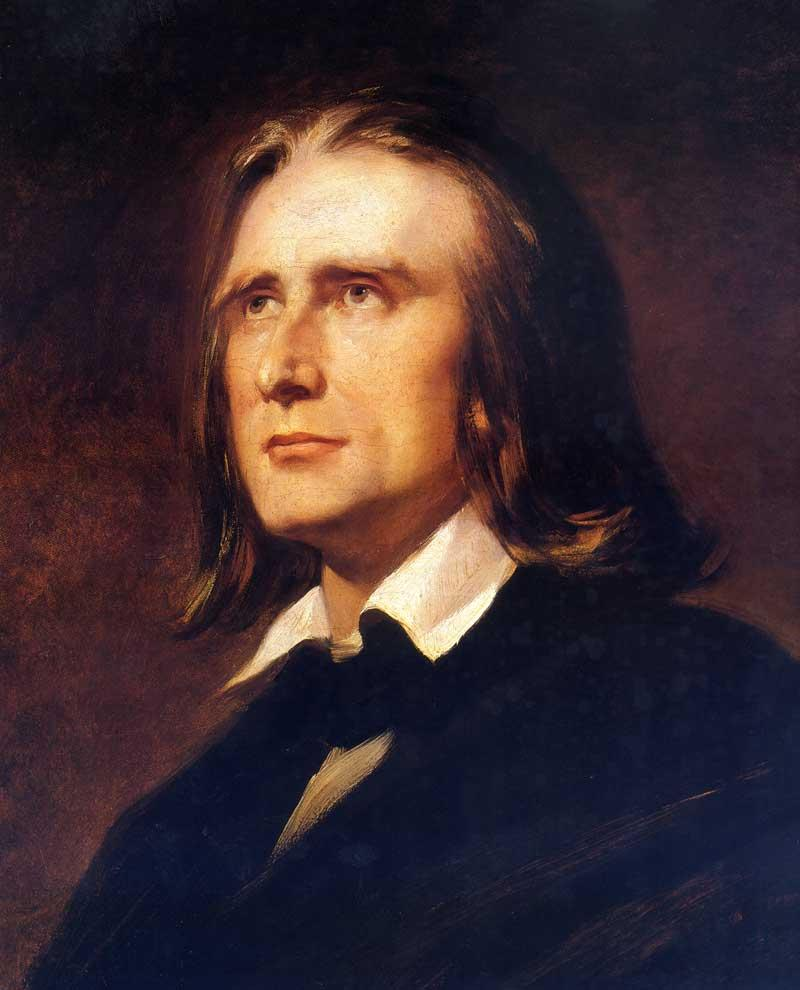
フランツ・リスト
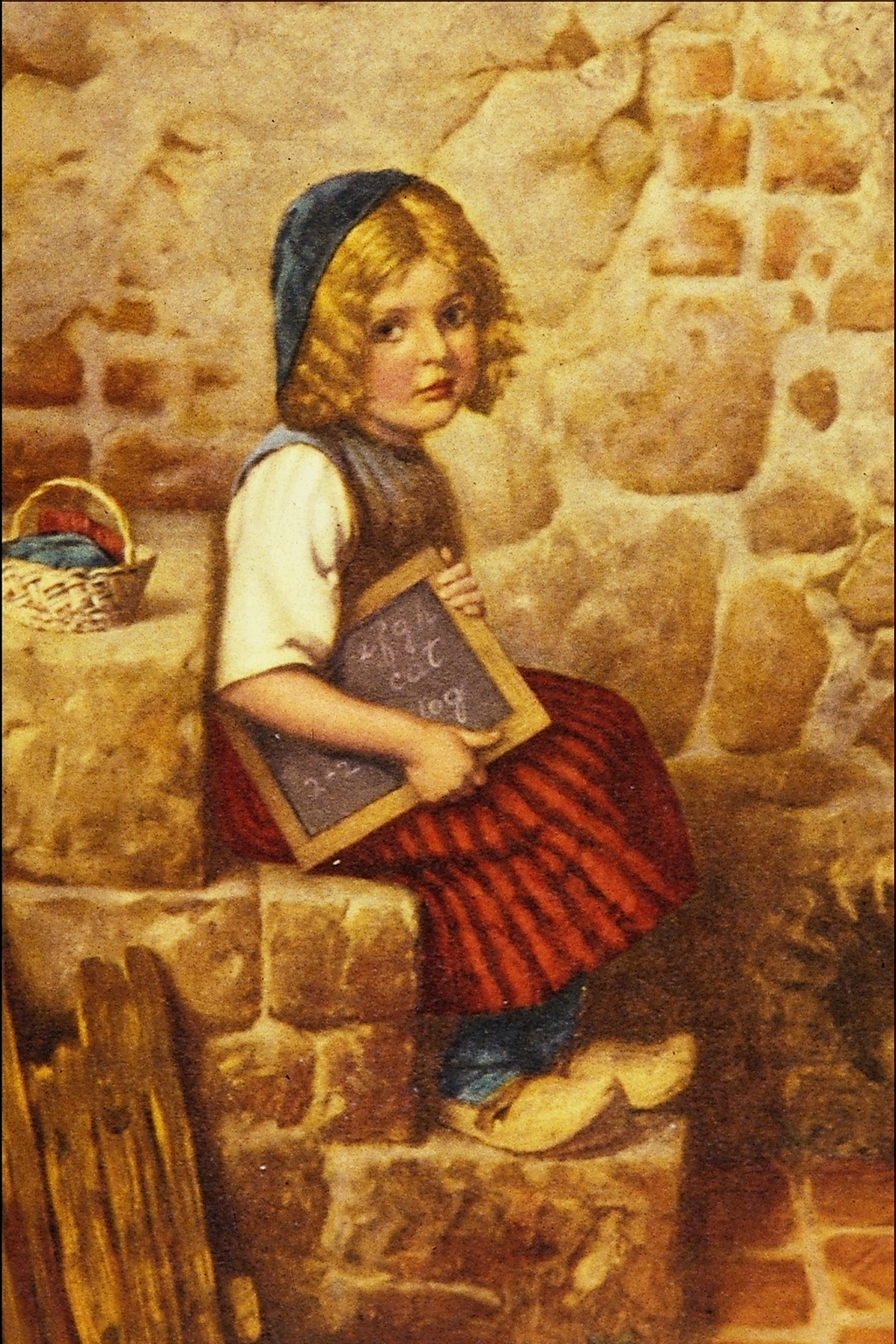
グレーテル